# Venice Time Machine
Die Venice Time Machine (dt. Venedig-Zeitmaschine) ist ein internationales Projekt, das 2012 von der École polytechnique fédérale de Lausanne (EPFL) und der Universität Venedig gestartet wurde. Ziel ist es, mithilfe von digitalisierten Dokumenten aus rund 1000 Jahren Stadtgeschichte kollaborativ ein multidimensionales Modell von Venedig aufzubauen, das öffentlich zugänglich und beforschbar ist. Das Projekt ist ein Vorzeigeprojekt der Digital Humanities, da es viele der im Rahmen dieses Faches entstandenen Methoden im Umgang mit dem digitalisierten kulturellen Erbe kombiniert.

## Überlieferung
Aus über 1000 Jahren Stadtgeschichte sind etwa 80 laufende Regalkilometer mit Dokumenten überliefert. Das Gros wird im Staatsarchiv Venedig in einem ehemaligen Kloster neben der Kirche Santa Maria Gloriosa dei Frari verwahrt. Insgesamt lagert das Archivmaterial in über 300 Räumen: Bücher, Handschriften, Testamentrollen, Noten, Stadtpläne, Kataster und Ähnliches. Die nahtlose Überlieferung der Quellen war auch deshalb möglich, weil die Republik Venedig über 1000 Jahre ihre Unabhängigkeit bewahren konnte – erst 1797 wurde sie während des Italienfeldzugs von Napoleon besetzt.

## Projektorganisation
Im Zentrum der Arbeit steht die automatisierte Digitalisierung der Dokumente. Mittlerweile werden dafür u. a. eigens angefertigte Scanner eingesetzt, die auch für unförmige Dokumente geeignet sind. Für die Zukunft ist außerdem geplant, Bücher ohne Aufschlagen mit Hilfe von Röntgenscannern seitenweise zu digitalisieren. Die prinzipielle Möglichkeit dafür ist dem Umstand zu verdanken, dass eine Vielzahl der Dokumente mit Eisengallustinte geschrieben wurde, deren metallische Bestandteile die Röntgenstrahlen absorbieren. Noch ist diese Technik aber nicht voll einsatzbereit.
Da die meisten Dokumente handgeschrieben sind, besteht der nächste Schritt darin, die Scans durch automatische Handschrifterkennung maschinenles- und durchsuchbar zu machen. Dabei wird auf die Plattform Transkribus zurückgegriffen.

## EU-Flaggschiffprojekt
Das Projekt hat sich 2016 um den Status eines Flaggschiffprojekts der Europäischen Kommission beworben, für die zehn Jahre Laufzeit und je eine Milliarde Euro Budget vorgesehen waren. Bis dato gab es nur drei solcher Projekte, darunter noch keines mit historisch-kultureller Ausrichtung wie die Venice Time Machine. Allerdings wurde im Mai 2019 bekannt, dass die Flaggschiffprojekte nicht in dieser Form weitergeführt werden.

## Unstimmigkeiten zwischen Projektpartnern
Am 19. September 2019 gab das Staatsarchiv Venedig bekannt, dass es die Kooperation mit der EPFL stoppe. Als Grund wurde angegeben, dass man sich nie auf Ziele und Methoden geeinigt habe. Am 23. September reagierte die EPFL ihrerseits mit einem Statement und beklagte, dass sie nicht vorab über den Stopp informiert worden sei. Ende Oktober 2019 wurden in der Fachzeitschrift Nature die Positionen noch einmal verdeutlicht. Gianni Penzo Doria, seit 1. September 2019 neuer Direktor des Staatsarchivs, behauptet dort, die in den letzten fünf Jahren digitalisierten acht Terabyte an Daten aus insgesamt etwa 190.000 Dokumenten seien aus archivalischer Sicht unbrauchbar, da sie nicht archivwissenschaftlichen Standards genügten. Die grundsätzliche Zukunft des Projekts steht bisher jedoch nicht infrage, momentan (Stand Dezember 2019) sind die Projektpartner am Verhandeln.